# Ana María Polvorosa

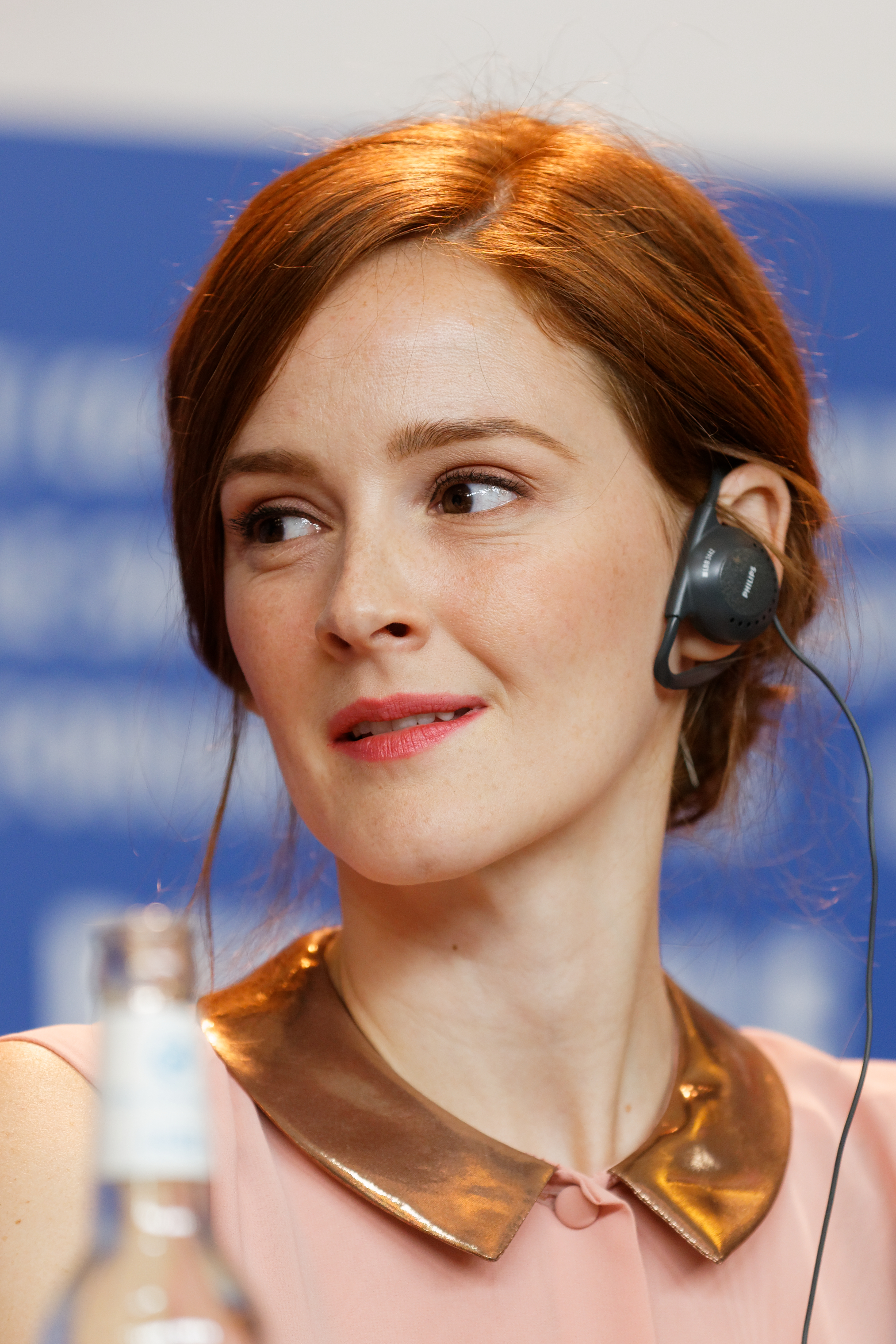
Ana Polvorosa (2017)

Ana María Ruiz Polvorosa (* 14. Dezember 1987 in Madrid) ist eine spanische Theater- und Filmschauspielerin.

## Leben
Ana María Polvorosa hatte mit 12 Jahren ihre ersten TV-Rollen als Kinderdarstellerin. Auch als Jugendliche war sie in Familienserien zu sehen. Landesweit bekannt wurde sie ab 2005 mit der Rolle der Lorena García García in der Serie Aída. Es folgte die Seifenoper Amar es para siempre. Ab 2017 spielte sie Sara Millán in der Netflix-Serie Die Telefonistinnen.

## Filmografie (Auswahl)
- 1999: Nada es para siempre (Fernsehserie, Folge 1x03)
- 2000: Raquel busca su sitio (Fernsehserie, 25 Folgen)
- 2002: Javier ya no vive solo (Fernsehserie, 26 Folgen)
- 2004: Ana y los siete (Fernsehserie, 18 Folgen)
- 2004: Escuela de seducción
- 2005: La gota (Kurzfilm)
- 2005: Los recuerdos de Alicia
- 2005–2014: Aída (Fernsehserie, 173 Folgen)
- 2007: Atasco en la nacional
- 2009: Sex, Party und Lügen (Mentiras y gordas)
- 2011: No lo llames amor... llámalo X
- 2012–2013: Fenómenos (Fernsehserie, 9 Folgen)
- 2015: My Big Night (Mi Gran Noche)
- 2015–2016: Amar es para siempre (Fernsehserie, 254 Folgen)
- 2017: Pieles – Du kannst nicht aus deiner Haut (Pieles)
- 2017–2020: Die Telefonistinnen (Las chicas del cable, Fernsehserie, 42 Folgen)
- 2021: Con quién viajaz
- 2021: La Fortuna (Fernsehserie, 6 Folgen)
- 2022: La Pietà (La Piedad)
- 2022: Ein Mann der Tat (Un hombre de acción)
- 2023: Tú también lo harías (Fernsehserie, 8 Folgen)
- 2023: Una vida no tan simple
- 2024: Un mal día lo tiene cualquiera
- 2024: Die letzte Nacht in Tremor (La última noche en Tremor, Fernsehserie, 8 Folgen)

### Theater
- 2007: Olvida los tambores von Ana Diosdado